# ファンタメTV
『ファンタメTV』（ファンタメティービー）は、テレビ愛知とTOKYO MXの2局で放送された情報番組。製作局のテレビ愛知では2004年1月7日から2005年3月29日まで、テレビ東京系全国ネットの深夜番組放送枠『スポパラ』のローカル差し替え番組として放送。

## 概要
ナビゲーターのケン・マスイほかレギュラー陣が最新のエンターテインメント情報を紹介していた深夜の情報番組である。
番組は主に、ハリウッド新作映画を紹介するコーナーや、名古屋ボトムラインで行われるライブイベントを紹介するコーナー、日本国内外の様々なアーティストたちのプロモーションビデオを放送するコーナー、ゲストアーティストたちとトークをするコーナーによって構成されていた。また、大阪ユニバーサル・スタジオ・ジャパンで行われるイベントや、同施設内に新設された話題のアトラクションを紹介するコーナーも設けていた。
当初は製作局のテレビ愛知のみで放送されていたが、2004年7月7日からは関東地方のTOKYO MXでも放送されるようになった。ただし、TOKYO MXでは放送時間を30分に縮小した上での放送だった。

## 出演者
- ケン・マスイ（ZIP-FMミュージック・ナビゲーター） - ナビゲーター
- 八雲ふみね - インタビュアー
- 内藤美雅 - USJ特派員
- ジェイミー・デイビス - 「ボトムラインLIVEインフォメーション」のコーナー担当
- Hiroki
- 高久由莉香
- 小松由佳 - ナレーター
- 佐野瑛厘 - ナレーター

## スタッフ
- ディレクター - 森ひろみ
- プロデューサー補 - 伊藤大輔
- 制作協力 - AJITO、JAC-TV、Medium Kiss、サイバーブレッド
- プロデューサー - 加藤昌宏（テレビ愛知）、渡邊裕之（テイクス）
- 制作 - TAKE'S
- 制作著作 - テレビ愛知

## 放送局
| 放送対象地域 | 放送局     | 系列           | 放送日時                                                                                  | 備考                                                                                              |
| ------------ | ---------- | -------------- | ----------------------------------------------------------------------------------------- | ------------------------------------------------------------------------------------------------- |
| 愛知県       | テレビ愛知 | テレビ東京系列 | 水曜 24:09 - 24:50 （2004年1月 - 2004年3月） 火曜 24:09 - 24:50 （2004年4月 - 2005年3月） | 『スポパラ』水曜のローカル差し替え番組として放送 『スポパラ』火曜のローカル差し替え番組として放送 |
| 東京都       | TOKYO MX   | 独立UHF局      | 水曜 22:30 - 23:00 （2004年7月 - 2005年3月）                                              | 22時間遅れ                                                                                        |

## 関連メディア
当時中京圏のレコード店やクラブハウスでは、この番組の関連冊子『fan!!』（ファン）が無料配布されていた。この冊子は、タワーレコード近鉄パッセ店やHMV栄店、名古屋クラブクアトロなどで入手することができた。